# 本多康命
本多 康命（ほんだ やすのぶ）は、近江膳所藩の第5代藩主。康俊系本多家宗家5代。第4代藩主・本多康慶の長男。

## 生涯
正徳4年（1714年）3月4日、父の隠居により跡を継いだ。享保4年（1719年）11月晦日、近江膳所にて死去。享年48。子がなかったため、家督は弟で養嗣子の康敏が継いだ。

## 系譜
父母
- 本多康慶（父）
- 本多康将の娘（母）

正室
- 伊達綱村の養女、伊達綱宗の娘

養子
- 本多康敏 ー 実弟